# Matti Laakso
Matti Samuel Laakso (ur. 23 marca 1939 w Ilmajoki, zm. 3 listopada 2020 tamże) – fiński zapaśnik walczący w stylu klasycznym. Trzykrotny olimpijczyk. Szósty w Rzymie 1960 (w kategorii 73 kg); dziesiąty w Tokio 1964 (w kategorii 78 kg) i trzynasty w Monachium 1972 (w kategorii 82 kg).
Szósty na mistrzostwach świata w 1969. Wicemistrz Europy w 1966 i trzeci w 1969. Siedmiokrotny medalista mistrzostw nordyckich w latach 1965–1971.
Brat Marttiego, również zapaśnika i olimpijczyka.